# Agrostis gelida
Agrostis gelida är en gräsart som beskrevs av Carl Bernhard von Trinius. Agrostis gelida ingår i släktet ven, och familjen gräs.
Artens utbredningsområde är Peru. Inga underarter finns listade i Catalogue of Life.